# Толстоголовка Попова

Толстоголовка Попова (лат. Erynnis popoviana) — бабочка из семейства толстоголовок.

## Этимология названия
Вид назван в честь Николая Попова — школьного инспектора, коллекционировавшего насекомых в Забайкалье в 1846—1850 годах.

## Описание
Размах крыльев 27—31 мм. Общая окраска бабочки тёмная. Основной фон крыльев сверху тёмный, чёрно-коричневый, на нижней стороне — тёмно-серые. Рисунок на верхней стороне передних крыльев образован четко очерченными чередующимися серыми и чёрными перевязями и белыми пятнами вдоль внешнего края. Краевая перевязь, образованная из светлых точек у обоих полов чёткая. Задние крылья сверху несут рисунок, образованный из рядов относительно крупных белых пятен. На задних крыльях снизу прикраевые белые пятна крупные, дискальный штрих хорошо заметен. Нижняя сторона крыльев буровато-серая, с отчетливыми перевязями из мелких беловатых пятнышек.

## Ареал
Россия (Хабаровский край, Амурская область, запад Приморского края, Забайкалье), Корейский полуостров, Северо-Восточный Китай, Восточная Монголия.

## Биология
Бабочки населяют сухие и ксерофитные луга в смешанных и широколиственных лесах. Развивается в одном поколении за год. Время лёта с конца мая-начала июня до начала-середины июля.